# Psychedelices (CD + DVD)
Se decidió hacer una edición especial del álbum Psychédélices de la cantante Alizée para promocionar dicho álbum. Llamado Psychédélices (CD + DVD) el cual incluye una nueva versión de "La Isla Bonita", canción con la cual fue promocionado el álbum, un DVD con sus videos musicales del CD, con la trilogía Fifty Sixty y sobre su tour durante su estancia en este país, además de 3 remixes en el CD:

1.- Fifty Sixty (Rolf Honey Remix)
2.- Mademoiselle Juliette (Datsu Remix)
3.- Fifty-Sixty (Edana Remix)

## Lista de canciones
1. Mademoiselle Juliette
2. Fifty Sixty
3. Mon Taxi Driver
4. Jamais Plus
5. Psychédélices
6. Décollage
7. Par Les Paupières
8. Lilly Town
9. Lonely List
10. Idéaliser
11. L’effet
12. La Isla Bonita
13. Fifty Sixty (Rolf Honey Edit Remix)
14. Mademoiselle Juliette (Dastu Remix)
15. Fifty Sixty (Edana Remix)

DVD:
1. Mademoiselle Juliette (Videoclip)
2. Fifty Sixty (Videoclip)
3. Fifty Sixty (David Rubato Version)
4. Fifty Sixty (Ralf Honey Version)
5. Prodigy MSN Video Diario:

- Turismo
- Prensa En México
- Promoción En Radio Y TV
- Firma De Autógrafos

Curiosidades:
El disco contine algunos errores, como:
- En la parte de arriba del disco falta un acento en el título
- En la contraportada, el tema 5 (Psychédélices) tiene una H de más
- En la contraportada se menciona en el tema 14 un remix de Fifty Sixty, lo cual es un error ya que es de Mademoiselle Juliette
- En el booklet se repite la primera estrofa de la canción Fifty Sixty.

Posiciones En Los Charts
| Año  | Álbum                  | Sello/Disquera                       | Chart    | Mejor posición | Semanas en el Top |
| ---- | ---------------------- | ------------------------------------ | -------- | -------------- | ----------------- |
| 2008 | Psychedelices Cd + DVD | Sony Music Internacional/RCA Records | AMPROFON | 5              | 4                 |

- Datos: Q6090501